# Attiliosa
Attiliosa là một chi ốc biển, là động vật thân mềm chân bụng sống ở biển trong họ Muricidae, họ ốc gai.

## Các loài
Các loài thuộc chi Attiliosa bao gồm:
- Attiliosa aldridgei (Nowell-Usticke, 1969)[2]
- Attiliosa bessei Vokes, 1999[3]
- Attiliosa bozzettii Houart, 1993[4]
- Attiliosa caledonica (Jousseaume, 1881)[5]
- Attiliosa edingeri Houart, 1998[6]
- Attiliosa glenduffyi Petuch, 1993[7]
- Attiliosa goreensis Houart, 1993[8]
- Attiliosa houarti Vokes, 1999[9]
- Attiliosa kevani Vokes, 1999[10]
- Attiliosa nodulifera (Sowerby, 1841)[11]
- Attiliosa nodulosa (A. Adams, 1854)[12]
- Attiliosa orri (Cernohorsky, 1976)[13]
- Attiliosa perplexa Vokes, 1999[14]
- Attiliosa philippiana (Dall, 1889)[15]
- Attiliosa ruthae Houart, 1996[16]